# Broken Partials
Broken Partials ist ein Jazzalbum von Matthew Shipp und Joe Morris. Die am 17. Februar 2010 im Studio des Veranstaltungsorts Roulette, New York City, entstandenen Aufnahmen erschienen im Juli 2011 auf Not Two Records.

## Hintergrund
Der Pianist Matthew Shipp hatte bereits seit den 1990er-Jahren mit dem Bassisten Joe Morris in verschiedenen Besetzungen gearbeitet. Das Album enthält acht improvisierte Stücke. Die Lyrik in den Liner Notes des Albums schrieb Steve Dalachinsky.

## Titelliste
- Matthew Shipp, Joe Morris: Broken Partials (Not Two Records – MW 851-2)[2]

1. Broken Partials – One 8:57
2. Broken Partials – Two 9:35
3. Broken Partials – Three 9:47
4. Broken Partials – Four 7:40
5. Broken Partials – Five 4:41
6. Broken Partials – Six 6:07
7. Broken Partials – Seven 5:33
8. Broken Partials – Eight 9:31

Alle Kompositionen stammen von Matthew Shipp und Joe Morris.

## Rezeption
Der Kritiker von Squidsear lobte, Broken Partials sei ein wunderschönes Duettalbum und ein aufregendes Treffen zwischen zwei der innovativsten Jazzmusiker der heutigen Szene Jede Melodie sei eine einzigartige Musiklandschaft mit einem sich ständig verändernden Terrain, das den Hörer sowohl zufriedenstelle als auch wachsam halte. „Ein fließender Strom von Ideen fließt schnell aus Shipps Fingern; Melodie und Dissonanz weben in einem ständig wechselnden Versteckspiel ein und aus, und die Note, die man als nächstes erwartet, kommt nie – und dennoch klingt aufgrund von Shipps gutem Geschmack und makelloser Ausführung alles genau richtig.“